# Cortenberg
Het huis Cortenberg met bijbehorende gronden was een landgoed gelegen op de rand van de Wageningse Berg ten westen van het Renkums beekdal tussen het Grunsfoortse dijkje (nu Kortenburg) en de Provinciale weg 224. In vroegere jaren werd dit weiland ook wel de "Bultenakker" genoemd, naar een grafveld dat hier in vroeger jaren aanwezig was. 
De naam Cortenbergh komt al voor op een tinsrol uit het jaar 650. Beschreven wordt dat het landgoed tiend-plichtig is aan het klooster in Paderborn.
Het stuk land waarop de Cortenberg werd gebouwd behoorde oorspronkelijk tot de bezittingen van het convent van Renkum en werd in 1639 gekocht door Willem van Raesfelt. Op dit land liet hij het eerste huis Cortenberg bouwen, genoemd naar een deel van de Wageningse Berg. Een latere eigenaar veranderde de naam in Cortenburg.
In 1857 liet de toenmalige eigenaar Mr. Reinhard Crommelin, advocaat te Amsterdam, het oude huis afbreken, nadat hij iets meer naar het westen een groter huis had laten bouwen. Dit nieuwe huis was ontworpen door architect Lucas Hermanus Eberson. Na het overlijden van Crommelin in 1872 werd het huis Kortenburg verkocht aan Mr. Godert Willem graaf van Rechteren van Appeltern, burgemeester van Appeltern en daarna advocaat te Wageningen. Hij gaf het landgoed de naam Grunsfoort naar het nabij gelegen kasteel Grunsfoort. De graaf was kamerheer van koning Willem III en organiseerde vele jachtpartijen waaraan ook de koninklijke familie deelnam.
Het is dan ook niet vreemd dat koning Willem III het landgoed in 1881 kocht voor zijn tweede vrouw, Koningin Emma. Het landgoed werd door hem Oranje Nassau's Oord genoemd. Hij liet op het reeds 30 kamers tellende landhuis een extra verdieping plaatsen en bouwde er een koetshuis en stallen bij. Op 15 september 1881 doen de nieuwe eigenaren voor het eerst Grunsfoort aan. Op de weg over het Grunsfoortse dijkje boden de oudste kinderen van de familie Reijmer, bewoners van huis “Redichem” een bloemenstruikje aan.
Voor de verdere geschiedenis van het landgoed zie Oranje Nassau's Oord.